# Pandemia de gripe A de 2009 na Oceania
A pandemia de gripe A de 2009 na Oceania, se iniciou no dia 28 de abril do mesmo ano quando a Nova Zelândia foi o primeiro país afetado.
Até o dia 9 de maio de 2010 (data da última atualização), a pandemia afetou a todos os 14 países independentes da Oceania, e a 6 das 21 dependências. 6 países registraram mortes (Austrália, Nova Zelândia, Tonga, Samoa, Ilhas Marshall e Ilhas Salomão), e dos territórios ou dependências, 4 registraram mortes (Guam, Ilhas Cook, Nova Caledônia e a Polinésia Francesa); tudo isto sem contar ao estado norte-americano de Havaí, que também registrou mortes pela pandemia.

## Países e dependências com casos confirmados

### [[Austrália
O vírus da influenza A (H1N1) entrou na Austrália no dia 9 de maio de 2009. Este foi o segundo país em registrar casos de gripe A na Oceania.
No dia 9 de maio, a Austrália confirmou o seu primeiro caso da nova gripe. Uma mulher australiana do Estado de Nova Gales do Sul testou positivo para a nova gripe do vírus A. Ela ficou doente enquanto viajava para o exterior.
No dia 26 de maio, a Austrália tinha confirmados 25 novos contágios, entre eles 14 pessoas num cruzeiro de 2000 passageiros que foram a quarentena, pelo que o número de casos confirmados aumentou para 50.
No dia 19 de junho, a Austrália confirmou a primeira morte provocada pela gripe A (H1N1), mas as autoridades sanitárias locais disseram que o homem de 26 anos não tinha falecido pela chamada "gripe suína". Já funcionários do estado de Austrália Meridional disseram à Reuters que o homem que faleceu no Royal Adelaide Hospital tinha várias enfermidades importantes, mas que não sabiam exatamente como morreu.
Até o dia 9 de maio de 2010 (data da última atualização), a Austrália registrou 38.706 casos da gripe A (H1N1), e 191 mortes.

### [[Fiji
O vírus da influenza A (H1N1) entrou em Fiji no dia 21 de junho de 2009. Este foi o 6.º país em registrar casos de gripe A na Oceania.
No dia 30 de abril de 2009, um turista suspeito de estar infetado esteve sob permanente observação no Hospital Lautoka; disse o ministro da saúde . Horas depois, o ministro da saúde disse que havia dois casos suspeitos. Finalmente 2 casos são confirmados .
Até ao dia 11 de julho já existiam 10 casos confirmados na república de Fiji. Mas até o dia 9 de maio de 2010 (data da última atualização), este país confirmou 234 casos de gripe A (H1N1).

### Guam e Ilhas Marianas do Norte
Até o dia 9 de maio de 2010 (data da última atualização), Guam confirmou 338 casos e duas mortes pela gripe A (H1N1). No entanto, as Ilhas Marianas do Norte confirmaram 71 casos de gripe A (H1N1) até aquela mesma data.

### Ilhas Cook
O vírus da influenza A (H1N1) entrou nas Ilhas Cook no dia 7 de julho de 2009. Este foi o terceiro território (dependência) a registrar casos de gripe A na Oceania.
Até ao dia 9 de maio de 2010 (data da última atualização), as Ilhas Cook confirmaram 106 casos e uma morte pela gripe A (H1N1).

### Ilhas Marshall
O vírus da influenza A (H1N1) entrou nas Ilhas Marshall no dia 18 de junho de 2009. Este foi o 5º país em registrar casos de gripe A na Oceania.
Até ao dia 9 de maio de 2010 (data da última atualização), as Ilhas Marshall confirmaram 115 casos e uma morte pela gripe A (H1N1).

### Ilhas Salomão
O vírus da influenza A (H1N1) entrou nas Ilhas Salomão no dia 15 de maio de 2009. Este foi o terceiro país em registrar casos de gripe A na Oceania.
Até ao dia 9 de maio de 2010 (data da última atualização), as Ilhas Salomão confirmaram 4 casos e uma morte pela gripe A (H1N1).

### Kiribati
O vírus da influenza A (H1N1) entrou em Kiribati no dia 6 de agosto de 2009. Este foi o 13.º país em registrar casos de gripe A na Oceania.
Até ao dia 9 de maio de 2010 (data da última atualização), o Kiribati confirmou 4 casos de gripe A (H1N1).

### Estados Federados da Micronésia
O vírus da influenza A (H1N1) entrou nos Estados Federados da Micronésia no dia 21 de julho de 2009. Este foi o 11.º país a registrar casos de gripe A na Oceania.
Até ao dia 9 de maio de 2010 (data da última atualização), a Micronésia confirmou 82 casos de gripe A (H1N1).

### Nauru
O vírus da influenza A (H1N1) entrou em Nauru no dia 31 de julho de 2009. Este foi o 12.º país a registrar casos de gripe A na Oceania.
Até ao dia 9 de maio de 2010 (data da última atualização), Nauru confirmou 8 casos de gripe A (H1N1).

### Nova Caledônia
O vírus da influenza A (H1N1) entrou na Nova Caledónia no dia 27 de junho de 2009. Este foi o segundo território (dependência) a registrar casos de gripe A na Oceania.
Até ao dia 9 de maio de 2010 (data da última atualização), a Nova Caledónia confirmaram 500 casos e 9 mortes pela gripe A (H1N1).

### Nova Zelândia
O vírus da influenza A (H1N1) entrou na Nova Zelândia no dia 28 de abril de 2009. Este foi o primeiro país  a registrar casos de gripe A na Oceania.
No dia 28 de abril As autoridades sanitárias da Nova Zelândia confirmaram que 11 pessoas contraíram a gripe suína no país, e que outros 43 casos estão à espera do resultado dos exames de laboratório. Os infetados faziam de parte de um grupo de estudantes e professores que visitaram o México.
Até o dia 9 de maio de 2010 (data da última atualização), a Nova Zelândia registrou 3199 casos da gripe A (H1N1), e 35 mortes.

### Palau
O vírus da influenza A (H1N1) entrou em Palau no dia 5 de julho de 2009. Este foi o 8.º país a registrar casos de gripe A na Oceania.
Até ao dia 9 de maio de 2010 (data da última atualização), Palau confirmou 47 casos de gripe A (H1N1).

### Papua-Nova Guiné
O vírus da influenza A (H1N1) entrou na Papua-Nova Guiné no dia 18 de junho de 2009. Este foi o 5.º país a registrar casos de gripe A na Oceania.
Até ao dia 9 de maio de 2010 (data da última atualização), a Papua-Nova Guiné confirmou 12 casos de gripe A (H1N1).

### Polinésia Francesa
O vírus da influenza A (H1N1) entrou na Polinésia Francesa no dia 10 de junho de 2009. Este foi o primeiro território (dependência) em registrar casos de gripe A na Oceania.
No dia 27 de abril, os funcionários de Tahiti (Polinésia Francesa) instalaram uma câmera de imagem térmica no Aeroporto Internacional de Faa'a para observar todos os passageiros internacionais. Tahiti tinha 48.000 doses de Tamiflu (Oseltamivir) disponíveis no caso de haver um surto desta gripe.
No dia 5 de junho confirmou-se o primeiro caso da gripe A (H1N1). Trata-se de um jovem procedente dos Estados Unidos.
Até ao dia 9 de maio de 2010 (data da última atualização), a Polinésia Francesa confirmou 183 casos e 7 mortes pela gripe A (H1N1).

### Samoa
O vírus da influenza A (H1N1) entrou na Samoa no dia 16 de junho de 2009. Este foi o 4º país em registrar casos de gripe A na Oceania.
Até ao dia 9 de maio de 2010 (data da última atualização), a Samoa confirmou 138 casos e duas mortes pela gripe A (H1N1).

### Samoa Americana
O vírus da influenza A (H1N1) entrou na Samoa Americana no dia 18 de junho de 2009. Este foi o 5.º território (dependência) a registrar casos de gripe A na Oceania.
Até ao dia 9 de maio de 2010 (data da última atualização), a Samoa Americana confirmou 90 casos e uma morte pela gripe A (H1N1).

### Tonga
O vírus da influenza A (H1N1) entrou em Tonga no dia 15 de julho de 2009. Este foi o 10.º país em registrar casos de gripe A na Oceania.
O Reino de Tonga, no Oceano Pacífico, reportou os seus primeiros dois casos de gripe A (H1N1) no dia 15 de julho. Os dois casos eram os seguintes: uma mulher da Austrália que visitava alguns familiares em Tonga, e outra mulher residente. O doutor responsável da Divisão da Saúde Pública, Malakai Ake, disse que os exames de sangue que tinha sido enviados à Austrália confirmaram que ambas mulheres estavam contagiadas pela gripe A (H1N1). No dia 21 de julho confirmou-se a primeira morte na ilha.
Até ao dia 9 de maio de 2010 (data da última atualização), Tonga registrou 20 casos e uma morte pela gripe A (H1N1).

### Tuvalu
O vírus da influenza A (H1N1) entrou em Tuvalu no dia 13 de agosto de 2009. Este foi o 14.º país em registrar casos de gripe A na Oceania.
Até ao dia 9 de maio de 2010 (data da última atualização), o Tuvalu confirmou 23 casos de gripe A (H1N1).

### Vanuatu
O vírus da influenza A (H1N1) entrou em Vanuatu no dia 24 de junho de 2009. Este foi o 7.º país em registrar casos de gripe A na Oceania.
Até ao dia 9 de maio de 2010 (data da última atualização), o Vanuatu confirmou 3 casos de gripe A (H1N1).

### Wallis e Futuna
O vírus da influenza A (H1N1) entrou em Wallis e Futuna no dia 12 de agosto de 2009. Este foi o 6.º território (dependência) a registrar casos de gripe A na Oceania.
Até ao dia 9 de maio de 2010 (data da última atualização), Wallis e Futuna confirmaram 55 casos de gripe A (H1N1).

## Cronologia
| País ou dependência             | Confirmação do primeiro caso |
| ------------------------------- | ---------------------------- |
| Nova Zelândia                   | 28 de abril de 2009          |
| Austrália                       | 9 de maio de 2009            |
| Polinésia Francesa              | 10 de junho de 2009          |
| Ilhas Salomão                   | 15 de junho de 2009          |
| Samoa                           | 16 de junho de 2009          |
| Papua-Nova Guiné                | 18 de junho de 2009          |
| Fiji                            | 21 de junho de 2009          |
| Vanuatu                         | 24 de junho de 2009          |
| Nova Caledônia                  | 27 de junho de 2009          |
| Palau                           | 5 de julho de 2009           |
| Ilhas Cook                      | 7 de julho de 2009           |
| Ilhas Marshall                  | 14 de julho de 2009          |
| Tonga                           | 15 de julho de 2009          |
| Estados Federados da Micronésia | 21 de julho de 2009          |
| Ilhas Marianas do Norte         | 21 de julho de 2009          |
| Samoa Americana                 | 23 de julho de 2009          |
| Nauru                           | 31 de julho de 2009          |
| Kiribati                        | 6 de agosto de 2009          |
| Wallis e Futuna                 | 12 de agosto de 2009         |
| Tuvalu                          | 13 de agosto de 2009         |

| País ou dependência | Confirmação da primeira morte |
| ------------------- | ----------------------------- |
| Austrália           | 19 de junho de 2009           |
| Nova Zelândia       | 4 de julho de 2009            |
| Guam                | 20 de julho de 2009           |
| Tonga               | 22 de julho de 2009           |
| Samoa               | 7 de agosto de 2009           |
| Ilhas Cook          | 18 de agosto de 2009          |
| Nova Caledônia      | 22 de agosto de 2009          |
| Polinésia Francesa  | 24 de agosto de 2009          |
| Ilhas Marshall      | 3 de setembro de 2009         |
| Ilhas Salomão       | 15 de setembro de 2009        |